# Асубулак
Асубула́к (каз. Асубұлақ) — селище у складі Уланського району Східноказахстанської області Казахстану. Адміністративний центр Асубулацької селищної адміністрації.
Населення — 1932 особи (2021; 2705 у 2009, 4746 у 1999, 8434 у 1989).
Станом на 1989 рік селище мало статус селища міського типу.